# Pozzonovo
Pozzonovo là một đô thị thuộc tỉnh Padova vùng Veneto, tọa lạc cách khoảng 50 km về phía tây nam của Venezia và cách khoảng 25 km về phía tây nam của Padova. Tại thời điểm ngày 31 tháng 12 năm 2004, đô thị này có dân số 3.589 người và diện tích 24,5 km².
Pozzonovo giáp các đô thị: Anguillara Veneta, Boara Pisani, Monselice, Solesino, Stanghella, Tribano.